# Alemitu Bekele (Leichtathletin, 1976)
Alemitu Bekele (* 22. August 1976) ist eine belgische Langstreckenläuferin äthiopischer Herkunft.
1997 gewann sie den Tiberias-Marathon und kam beim Marathon der Leichtathletik-Weltmeisterschaften in Athen auf den 44. Platz. Bei den Halbmarathon-Weltmeisterschaften 1999 in Palermo belegte sie den 36. Rang.
2000 ersuchte sie in Belgien um Asyl. 2001 und 2002 gewann sie den Brügge-Marathon und 2002 den Baden-Marathon. 2003 und 2006 folgten Siege beim Maas-Marathon, 2005 wurde sie Fünfte beim Amsterdam-Marathon.
2007 erhielt sie die belgische Staatsangehörigkeit. Im Jahr darauf wurde sie nationale Meisterin über 10.000 m, im Halbmarathon und im Marathon. Als Gesamtdritte beim Eindhoven-Marathon wurde sie außerdem Benelux-Marathonmeisterin.
2009 wurde sie Vierte beim Zürich-Marathon und 2010 Siebte beim Hamburg-Marathon.
2023 wurde sie Schweizerin.

## Persönliche Bestzeiten
- 10.000 m: 34:59,45 min, 30. August 2004, Zele
- Halbmarathon: 1:15:27 h, 3. Oktober 1999, Palermo
- Marathon: 2:34:58 h, 29. April 2009, Zürich